# Guus Meeuwis

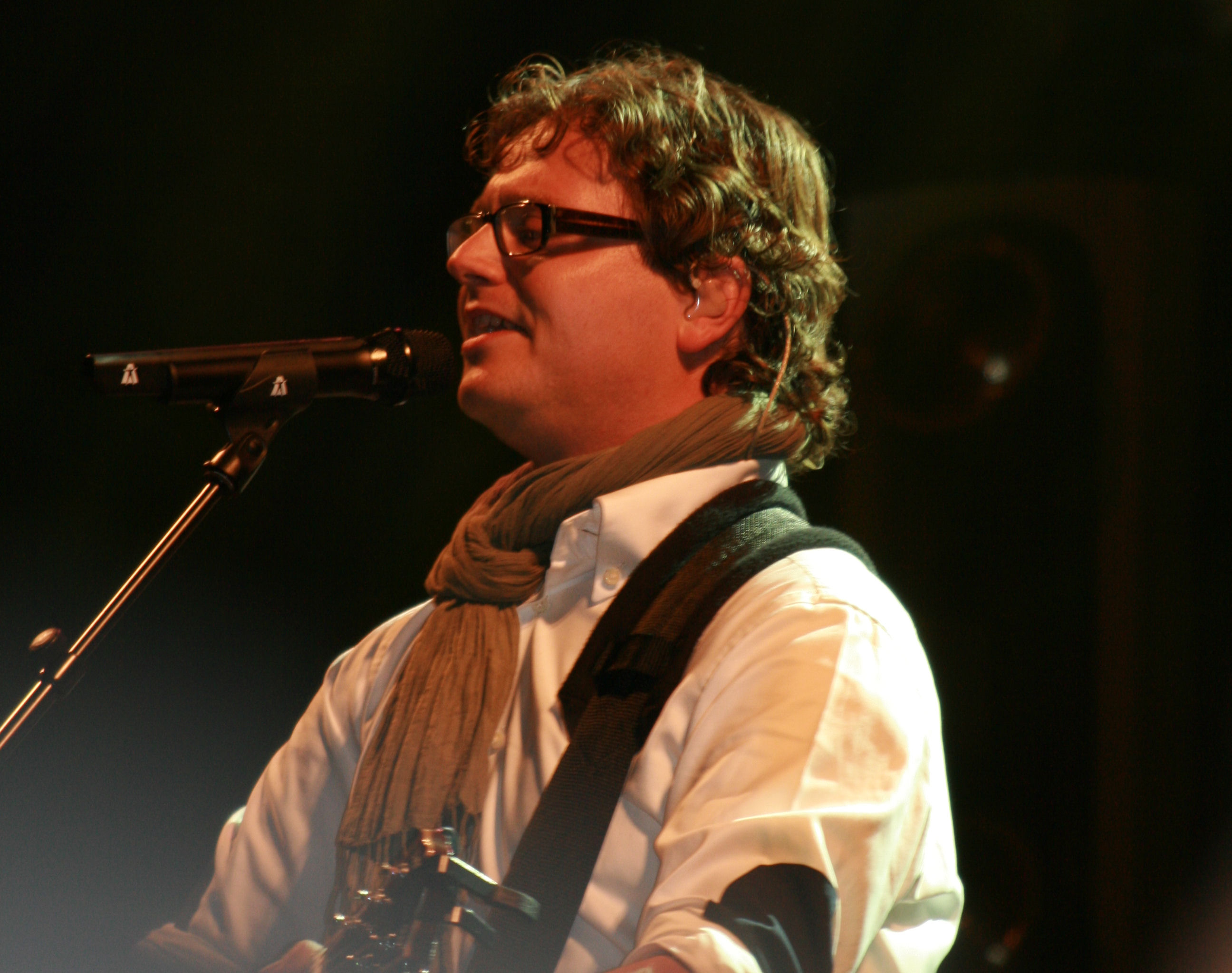
Guus Meeuwis (2007)

Guus Meeuwis (* 23. März 1972 in Mariahout als Gustaaf S. M. Meeuwis) ist ein niederländischer Popsänger.
Einer seiner größten Hits war „Per spoor (kedeng, kedeng)“. Eine englische Version davon („The Holiday Express“) verbreitete sich in den letzten Jahren über die Animationsprogramme spanischer Club-Hotels („Mini Disco“), die Hermes House Band machte eine partytaugliche Dance-Version daraus. Des Weiteren erschien 2006 eine deutsche Coverversion von den Zipfelbuben. Meeuwis steht bei der EMI Group unter Vertrag.

## Leben
Nach seiner Schulzeit studierte er Rechtswissenschaften in Tilburg. Nach einem romantischen Wochenende mit seiner Freundin Valerie in Brügge schrieb er seinen ersten Nummer-1-Hit „Het is een nacht“ (deutsch: „Das ist eine Nacht“) oder auch „Levensecht“ (wörtlich: „Lebensecht“) genannt. Zusammen mit ein paar Freunden sang er das Lied auf einem Studenten-Song-Festival in Leiden, sie gewannen diesen Songcontest, trennten sich dann aber auf dem Höhepunkt ihres Erfolges. Ein Jahr später hörte ein Talentscout durch Zufall dieses Lied und bot Meeuwis einen Vertrag an. Das Lied wurde daraufhin im August 1995 als Single herausgebracht und verkaufte sich mehr als 250.000-mal in den Niederlanden und Belgien. Im selben Jahr beendete Meeuwis sein Studium, um Sänger zu werden. 1996 brachte Meeuwis seinen zweiten Nummer-1-Hit „Per spoor (kedeng, kedeng)“ heraus. Danach kam sein erstes Album mit dem Titel „Verbazing“ in die Geschäfte. Es wurde ebenfalls zu einem großen Erfolg. Im Jahr 2000 wurden die Aufnahmen zu seiner dritten CD unterbrochen, da Meeuwis Stimmbandprobleme bekommen hatte. Nach einer Operation wurden die Aufnahmen mit wenigen Monaten Verspätung fortgesetzt. Sein 2003 erschienenes Lied "Brabant" wurde so populär, dass es sogar immer wieder als offizielle Hymne für die niederländische Provinz Noord-Brabant ins Gespräch gebracht wird. Im April 2005 wurde sein dritter Nummer-1-Hit „Geef mij je angst“ (deutsch: „Gib mir deine Angst“), im Original 1982 geschrieben von Udo Jürgens und Michael Kunze, veröffentlicht, genau 10 Jahre nach seinem ersten Nummer-1-Erfolg.
2006 erhielt Meeuwis den niederländischen Musikpreis „Gouden Harp“ und veröffentlichte mit „Live In Het Philips Stadion“ eine der meistverkauften Live-CDs in den Niederlanden und Belgien. Seit eben jenem Jahr 2006 absolviert Guus Meeuwis jährlich, meist Anfang Juni, die unter dem Namen „Groots Met Een Zachte G“ bekannt gewordenen Auftritte im Philips-Stadion in Eindhoven. Hierbei sind stets niederländische Stars zu Gast, wie zum Beispiel Rowwen Héze (2006 und 2010), Marco Borsato (2010), Golden Earring (2012), Racoon (2013) oder Kane (2014). In der 8. Auflage dieser Auftritte wurde im Juni 2013 die einmillionste Besucherin gezählt.
Sein zehntes Studioalbum mit dem Titel Morgen stieg 2015 auf Rang 1 der niederländischen Charts ein.

### Privates
Seine Freundin Valerie, für die er das Lied Het is een nacht gesungen hatte, heiratete er 2002. Das Paar hat vier Kinder. 2016 gab das Paar bekannt, sich scheiden zu lassen. Seit 2016 ist Guus Meeuwis mit der Stylistin Manon Meijers liiert.

## Diskografie

### Studioalben
| Jahr | Titel                     | Höchstplatzierung, Gesamtwochen, AuszeichnungChartplatzierungen (Jahr, Titel, Platzierungen, Wochen, Auszeichnungen, Anmerkungen) | Höchstplatzierung, Gesamtwochen, AuszeichnungChartplatzierungen (Jahr, Titel, Platzierungen, Wochen, Auszeichnungen, Anmerkungen) | Anmerkungen                                                         |
| Jahr | Titel                     | NL | BEF | Anmerkungen                                                         |
| ---- | ------------------------- | --- | --- | ------------------------------------------------------------------- |
| 1996 | Verbazing                 | NL1 ×2Doppelplatin · (68 Wo.)NL                                                                                                   | BEF41 (7 Wo.)BEF | Erstveröffentlichung: 29. April 1996 mit Vagant                     |
| 1997 | Schilderij                | NL14 Platin · (45 Wo.)NL | — | Erstveröffentlichung: 1. Dezember 1997 mit Vagant                   |
| 2001 | 1 voor allen              | NL34 (13 Wo.)NL | — | Erstveröffentlichung: 29. März 2021 mit Vagant                      |
| 2003 | Guus Meeuwis              | NL25 Platin · (25 Wo.)NL | — | Erstveröffentlichung: 7. Januar 2003                                |
| 2005 | Wijzer                    | NL5 Platin · (41 Wo.)NL | — | Erstveröffentlichung: 29. Oktober 2005                              |
| 2007 | Hemel nr. 7               | NL1 Platin · (77 Wo.)NL | — | Erstveröffentlichung: 14. September 2007                            |
| 2009 | NW8                       | NL1 ×2Doppelplatin · (62 Wo.)NL                                                                                                   | — | Erstveröffentlichung: 11. Mai 2009                                  |
| 2011 | Armen open                | NL1 Platin · (54 Wo.)NL | — | Erstveröffentlichung: 13. Mai 2011                                  |
| 2013 | Het kan hier zo mooi zijn | NL2 Gold · (45 Wo.)NL | BEF170 (2 Wo.)BEF | Erstveröffentlichung: 10. Mai 2013                                  |
| 2014 | Hollandse meesters        | NL1 Gold · (28 Wo.)NL | BEF188 (1 Wo.)BEF | Erstveröffentlichung: 17. Oktober 2014 New Cool Collective Big Band |
| 2015 | Morgen                    | NL1 Platin · (38 Wo.)NL | BEF49 (3 Wo.)BEF | Erstveröffentlichung: 9. Oktober 2015                               |
| 2018 | Geluk                     | NL1 Gold · (24 Wo.)NL | BEF35 (4 Wo.)BEF | Erstveröffentlichung: 18. Mai 2018                                  |
| 2020 | Deel zoveel               | NL1 Gold · (11 Wo.)NL | BEF161 (1 Wo.)BEF | Erstveröffentlichung: 31. Juli 2020                                 |
| 2023 | Uit het hoofd             | NL3 (2 Wo.)NL | BEF141 (1 Wo.)BEF | Erstveröffentlichung: 19. Mai 2023                                  |

### Livealben
| Jahr | Titel                                                      | Höchstplatzierung, Gesamtwochen, AuszeichnungChartplatzierungen (Jahr, Titel, Platzierungen, Wochen, Auszeichnungen, Anmerkungen) | Höchstplatzierung, Gesamtwochen, AuszeichnungChartplatzierungen (Jahr, Titel, Platzierungen, Wochen, Auszeichnungen, Anmerkungen) | Anmerkungen                              |
| Jahr | Titel                                                      | NL | BEF | Anmerkungen                              |
| ---- | ---------------------------------------------------------- | --- | --- | ---------------------------------------- |
| 2006 | Live in het Philips stadion                                | NL6 (26 Wo.)NL | — | Erstveröffentlichung: 1. September 2006  |
| 2007 | Groots met een zachte G – Live in het Philips stadion 2007 | NL13 (25 Wo.)NL | — | Erstveröffentlichung: 21. November 2007  |
| 2008 | Groots met een zachte G – Live in het Philips stadion 2008 | NL4 Platin · (47 Wo.)NL | — | Erstveröffentlichung: 12. September 2008 |
| 2010 | Groots met een zachte G 2010                               | NL2 Gold · (42 Wo.)NL | — | Erstveröffentlichung: 10. September 2010 |
| 2013 | Groots met een zachte G 2013                               | NL2 (28 Wo.)NL | BEF193 (1 Wo.)BEF | Erstveröffentlichung: 3. Oktober 2013    |
| 2022 | Groots met een zachte G 2022 – Live in het Philips Stadion | NL17 (1 Wo.)NL | — | Erstveröffentlichung: 9. Dezember 2022   |

### Kompilationen
| Jahr | Titel                      | Höchstplatzierung, Gesamtwochen, AuszeichnungChartplatzierungen (Jahr, Titel, Platzierungen, Wochen, Auszeichnungen, Anmerkungen) | Höchstplatzierung, Gesamtwochen, AuszeichnungChartplatzierungen (Jahr, Titel, Platzierungen, Wochen, Auszeichnungen, Anmerkungen) | Anmerkungen                             |
| Jahr | Titel                      | NL | BEF | Anmerkungen                             |
| ---- | -------------------------- | --- | --- | --------------------------------------- |
| 2004 | Tien jaar – levensecht     | NL1 ×2Doppelplatin · (66 Wo.)NL                                                                                                   | — | Erstveröffentlichung: 5. November 2004  |
| 2010 | Het beste van Guus Meeuwis | NL2 ×2Doppelplatin · (84 Wo.)NL                                                                                                   | — | Erstveröffentlichung: 12. November 2010 |

### Singles
| Jahr | Titel Album                                                                          | Höchstplatzierung, Gesamtwochen, AuszeichnungChartplatzierungen (Jahr, Titel, Album, Platzierungen, Wochen, Auszeichnungen, Anmerkungen) | Höchstplatzierung, Gesamtwochen, AuszeichnungChartplatzierungen (Jahr, Titel, Album, Platzierungen, Wochen, Auszeichnungen, Anmerkungen) | Anmerkungen                                                 |
| Jahr | Titel Album                                                                          | NL | BEF | Anmerkungen                                                 |
| ---- | ------------------------------------------------------------------------------------ | --- | --- | ----------------------------------------------------------- |
| 1995 | Het is een nacht … (Levensecht) Verbazing                                            | NL1 ×2Doppelplatin · (27 Wo.)NL | BEF1 Gold · (22 Wo.)BEF | mit Vagant                                                  |
| 1996 | Per spoor (Kedeng kedeng) Verbazing                                                  | NL1 Platin · (15 Wo.)NL | BEF5 (16 Wo.)BEF | Erstveröffentlichung: 16. Februar 1996 mit Vagant           |
| 1996 | Zo ver weg Verbazing                                                                 | NL3 (11 Wo.)NL | BEF47 (2 Wo.)BEF | Erstveröffentlichung: Mai 1996 mit Vagant                   |
| 1996 | Verliefd zijn Verbazing                                                              | NL36 (3 Wo.)NL | — | Erstveröffentlichung: Dezember 1996 mit Vagant              |
| 1997 | Ik tel tot 3 Schilderij                                                              | NL16 (7 Wo.)NL | — | Erstveröffentlichung: Juni 1997 mit Vagant                  |
| 1998 | ’t Dondert en ’t bliksemt Schilderij                                                 | NL12 (8 Wo.)NL | — | Erstveröffentlichung: Januar 1998 mit Vagant                |
| 1998 | Ik wil met je lachen Schilderij                                                      | NL19 (12 Wo.)NL | — | mit Vagant                                                  |
| 2004 | Waar moet ’ie in? (Daar moet ’ie in) –                                               | NL17 (4 Wo.)NL | — | Lied zur Fußball-Europameisterschaft 2004                   |
| 2005 | Geef mij je angst Tien jaar – levensecht                                             | NL1 (26 Wo.)NL | — | Erstveröffentlichung: 4. März 2005                          |
| 2005 | De weg Wijzer                                                                        | NL7 (11 Wo.)NL | — | Erstveröffentlichung: 26. September 2005                    |
| 2006 | Jouw hand Wijzer                                                                     | NL30 (6 Wo.)NL | — | Erstveröffentlichung: 24. Januar 2006                       |
| 2006 | Ik wil dat ons land juicht Live in het Philips stadion                               | NL5 (4 Wo.)NL | — | Erstveröffentlichung: 5. Juni 2006                          |
| 2007 | Tranen gelachen Hemel nr. 7                                                          | NL1 (14 Wo.)NL | — | Erstveröffentlichung: 6. April 2007                         |
| 2007 | Proosten Hemel nr. 7                                                                 | NL3 (11 Wo.)NL | — | Erstveröffentlichung: 17. August 2007                       |
| 2008 | Ik wil nog niet naar huis Groots met een zachte G – Live in het Philips stadion 2008 | NL33 (3 Wo.)NL | — | Erstveröffentlichung: 1. Oktober 2008                       |
| 2009 | Dat komt door jou NW8                                                                | NL11 (11 Wo.)NL | — | Erstveröffentlichung: 13. April 2009                        |
| 2009 | Ik ook van jou NW8                                                                   | NL32 (4 Wo.)NL | — | Erstveröffentlichung: 11. September 2009                    |
| 2010 | Schouder aan schouder Dromen durven delen                                            | NL2 (12 Wo.)NL | — | Erstveröffentlichung: 17. Mai 2010 mit Marco Borsato        |
| 2011 | Dit lied Armen open                                                                  | NL22 (7 Wo.)NL | — | Erstveröffentlichung: 8. April 2011                         |
| 2011 | Nergens zonder jou –                                                                 | NL5 Gold · (11 Wo.)NL | — | feat. Gers Pardoel                                          |
| 2013 | Het kan hier zo mooi zijn                                                            | NL26 (3 Wo.)NL | — | Erstveröffentlichung: 22. März 2013                         |
| 2020 | Nacht Deel zoveel                                                                    | NL25 Platin · (6 Wo.)NL | — | Erstveröffentlichung: 10. Januar 2020 feat. Kraantje Pappie |
| 2025 | Sparen voor de nacht –                                                               | NL34 (4 Wo.)NL | BEF26 (… Wo.)BEF | Erstveröffentlichung: 28. Mai 2025 mit Maksim               |

Weitere Singles
- 1999: Ze houdt gewoon van mij (mit Vagant)
- 1999: Je hoeft niet veel van me te houden (mit Vagant)
- 2000: Denk nou eens na (mit Vagant)
- 2001: Op straat (mit Vagant)
- 2001: Haven in zicht (mit Vagant)
- 2002: Leve het leven
- 2002: Eerste lief
- 2003: Brabant (NL: ×2Doppelplatin )
- 2003: Ik wil je
- 2003: Hé zon
- 2004: Toen ik je zag
- 2007: Genoten
- 2009: Laat mij in die waan
- 2010: Majesteit (mit Youp van ’t Hek)
- 2011: Armen open
- 2011: Als ze danst
- 2012: Vrienden
- 2013: Zeeën van tijd
- 2013: Als de liefde
- 2014: Zonder jou
- 2015: Jij bent de liefde
- 2015: Dankjewel
- 2019: Kom We Gaan (NL: Gold)
- 2020: Echte Mannen (NL: Gold)

### Gastbeiträge
| Jahr | Titel Album                              | Höchstplatzierung, Gesamtwochen, AuszeichnungChartsChartplatzierungen (Jahr, Titel, Album, Platzierungen, Wochen, Auszeichnungen, Anmerkungen) | Anmerkungen                                                                       |
| Jahr | Titel Album                              | NL | Anmerkungen                                                                       |
| ---- | ---------------------------------------- | --- | --------------------------------------------------------------------------------- |
| 2005 | Als je iets kan doen Artiesten voor Azië | NL1 (9 Wo.)NL | Erstveröffentlichung: 7. Januar 2005 Hilfsprojekt nach dem Tsunami in Südostasien |
| 2013 | Koningslied Nationaal Comité Inhuldiging | NL2 (4 Wo.)NL | Lied zur Inthronisation von Willem-Alexander                                      |

Weitere Gastbeiträge
- 2011: This Is a Night – Het is een nacht (The Baseballs feat. Guus Meeuwis)

### Videoalben
| Jahr | Titel                        | Höchstplatzierung, Gesamtwochen, AuszeichnungChartplatzierungen (Jahr, Titel, Platzierungen, Wochen, Auszeichnungen, Anmerkungen) | Höchstplatzierung, Gesamtwochen, AuszeichnungChartplatzierungen (Jahr, Titel, Platzierungen, Wochen, Auszeichnungen, Anmerkungen) | Anmerkungen                |
| Jahr | Titel                        | NL | BEF | Anmerkungen                |
| ---- | ---------------------------- | --- | --- | -------------------------- |
| 2004 | In Concert                   | NL1 Gold · (56 Wo.)NL | — | Erstveröffentlichung: 2004 |
| 2006 | Live in het Philips Stadion  | NL1 Gold · (63 Wo.)NL | — | Erstveröffentlichung: 2006 |
| 2007 | Groots met een zachte G 2007 | NL1 (30 Wo.)NL | — | Erstveröffentlichung: 2007 |
| 2008 | Groots met een zachte G 2008 | NL3 (51 Wo.)NL | — | Erstveröffentlichung: 2008 |
| 2010 | Groots met een zachte G 2010 | NL2 (18 Wo.)NL | — | Erstveröffentlichung: 2010 |
| 2013 | Groots met een zachte G 2013 | NL2 (30 Wo.)NL | — | Erstveröffentlichung: 2013 |

Weitere Videoalben
- 2001: Ultieme Video Collection 1995–2001

## Auszeichnungen für Musikverkäufe
Anmerkung: Auszeichnungen in Ländern aus den Charttabellen bzw. Chartboxen sind in ebendiesen zu finden.
| Land/RegionAuszeichnungen für Musikverkäufe (Land/Region, Auszeichnungen, Verkäufe, Quellen) | Gold       | Platin       | Verkäufe  | Quellen     |
| -------------------------------------------------------------------------------------------- | ---------- | ------------ | --------- | ----------- |
| Belgien (BRMA)                                                                               | Gold1      | —            | 25.000    | ultratop.be |
| Niederlande (NVPI)                                                                           | 10× Gold10 | 21× Platin21 | 1.770.000 | nvpi.nl     |
| Insgesamt                                                                                    | 11× Gold11 | 21× Platin21 |           |             |